# Șerbești, Bacău
Șerbești este un sat în comuna Săucești din județul Bacău, Moldova, România.